# 209 (szám)
A 209 (római számmal: CCIX) egy természetes szám, félprím, a 11 és a 19 szorzata.

## A szám a matematikában
A tízes számrendszerbeli 209-es a kettes számrendszerben 11010001, a nyolcas számrendszerben 321, a tizenhatos számrendszerben D1 alakban írható fel.
A 209 páratlan szám, összetett szám, azon belül félprím, kanonikus alakban a 111 · 191 szorzattal, normálalakban a 2,09 · 102 szorzattal írható fel. Négy osztója van a természetes számok halmazán, ezek növekvő sorrendben: 1, 11, 19 és 209.
Perrin-szám.
A 209 egyenlő az 16 + 25 + 34 + 43 + 52 + 61 szorzattal.
A 209 négyzete 43 681, köbe 9 129 329, négyzetgyöke 14,45683, köbgyöke 5,93447, reciproka 0,0047847. A 209 egység sugarú kör kerülete 1313,18573 egység, területe 137 227,9087 területegység; a 209 egység sugarú gömb térfogata 38 240 843,9 térfogategység.
A 209 helyen az Euler-függvény helyettesítési értéke 180, a Möbius-függvényé 1, a Mertens-függvényé −2.
A 209 egy Harshad-szám, osztható számjegyeinek összegével (11-gyel).